# Bavorské království
Bavorské království (německy Königreich Bayern) je historická země na území dnešního Německa. Vzniklo jako nástupce Bavorského kurfiřtství (resp. Bavorského vévodství) po spojení s velkou částí Frank a Švábska po pádu Svaté říše římské v roce 1806. Existovalo až do roku 1918, kdy byl vyhlášen Svobodný stát Bavorsko. Hlavním městem byl Mnichov.

## Historie
Bavorskému kurfiřtství byla při konečném rozdělování říšského území přiřčena velká část Frank a Švábska. Po bratislavském míru, podepsaném napoleonskou Francií a odstupujícím císařem Františkem II., se několik německých knížectví stalo Napoleonovými spojenci. Vévoda Maxmilián IV. Bavorský - od roku 1799 panovník dvojitého falcko-bavorského kurfiřtství a od roku 1803 také velké části Frank a Švábska - se od 1. ledna 1806 začal oficiálně titulovat králem Maxmiliánem I. Bavorským. V tentýž den byl také v Mnichově prohlášen králem.
Maxmilián byl předtím vévodou ze Zweibrückenu, kterým se stal po smrti svého předchůdce Karla II. v srpnu roku 1795. Po vymření starší bavorské linie Wittelsbachů získal jako představitel mladší linie moc nad Bavorskem a později se stal králem. Jeho ministr, Maxmilián hrabě z Montgelas, je považován za tvůrce moderního bavorského státu. V roce 1808 byl sepsán zákon, který zaručoval práva svobody a rovnosti, a v neposlední řadě také definoval krále jako orgán státní moci. Panovník musel zákon podepsat, čímž zaručil, že ho bude dodržovat. Zákon také zrušil všechny pozůstatky nevolnictví, které se však v Bavorsku již tak jako tak nevyskytovalo. S novým trestním zákoníkem, navrženým Anselmem z Feuerbachu, bylo roku 1813 zrušeno mučení.
Po smrti svého otce Maxmiliána, 13. října 1825, nastoupil na trůn Ludvík I. Ten vytvořil z Mnichova, hlavního města Bavorska, centrum umění a kultury. V roce 1848 však odstoupil po právní aféře s Lolou Montez. Na trůnu ho vystřídal jeho syn, Maxmilián II. Ten byl bavorským králem do roku 1864. V roce 1866 vstoupilo Bavorsko po boku německých spolkových zemí a Rakouska do prusko-rakouské války. Ta skončila drtivou porážkou Rakouska i jeho spojenců. 22. srpna 1866 podepsal král Ludvík II. smlouvu s Pruskem, která de facto ukončila bavorskou nezávislost.
18. ledna 1871 bylo Bavorsko prohlášeno částí nově vzniklé Německé říše. Jako druhý největší německý spolkový stát však získalo určité výsady, jako ponechání si vlastní armády a vlastní sítě pošt a železnic. Bavorští králové si ponechali svůj titul a své diplomatické jednotky.
9. června 1886 byl Ludvík II. bavorskou vládou zbaven svéprávnosti. Jako regent se ujal trůnu jeho strýc Luitpold. 13. června byl však Ludvík II. nalezen mrtvý. Králem se stal Ota I., který však nebyl kvůli duševní nemoci schopný vládnout. Nadále tak jako regent vládl Luitpold, třetí syn Ludvíka I. a bratr Maxmiliána II. Po jeho smrti se ujal vlády jeho syn Ludvík, nejprve jako regent a později, po změně ústavy, jako právoplatný král Ludvík III.; Ota I. však zůstal až do své smrti "čestným králem" Bavorska.
Po 1. světové válce, kdy bylo v listopadu 1918 Císařství zrušeno, se musel Ludvík III., poslední bavorský král, vzdát trůnu. Konec monarchie znamenal zároveň vyhlášení svobodného státu Bavorsko.

## Bavorští králové
- Maxmilián I. Josef, 1806-1825
- Ludvík I., 1825-1848
- Maxmilián II., 1848-1864

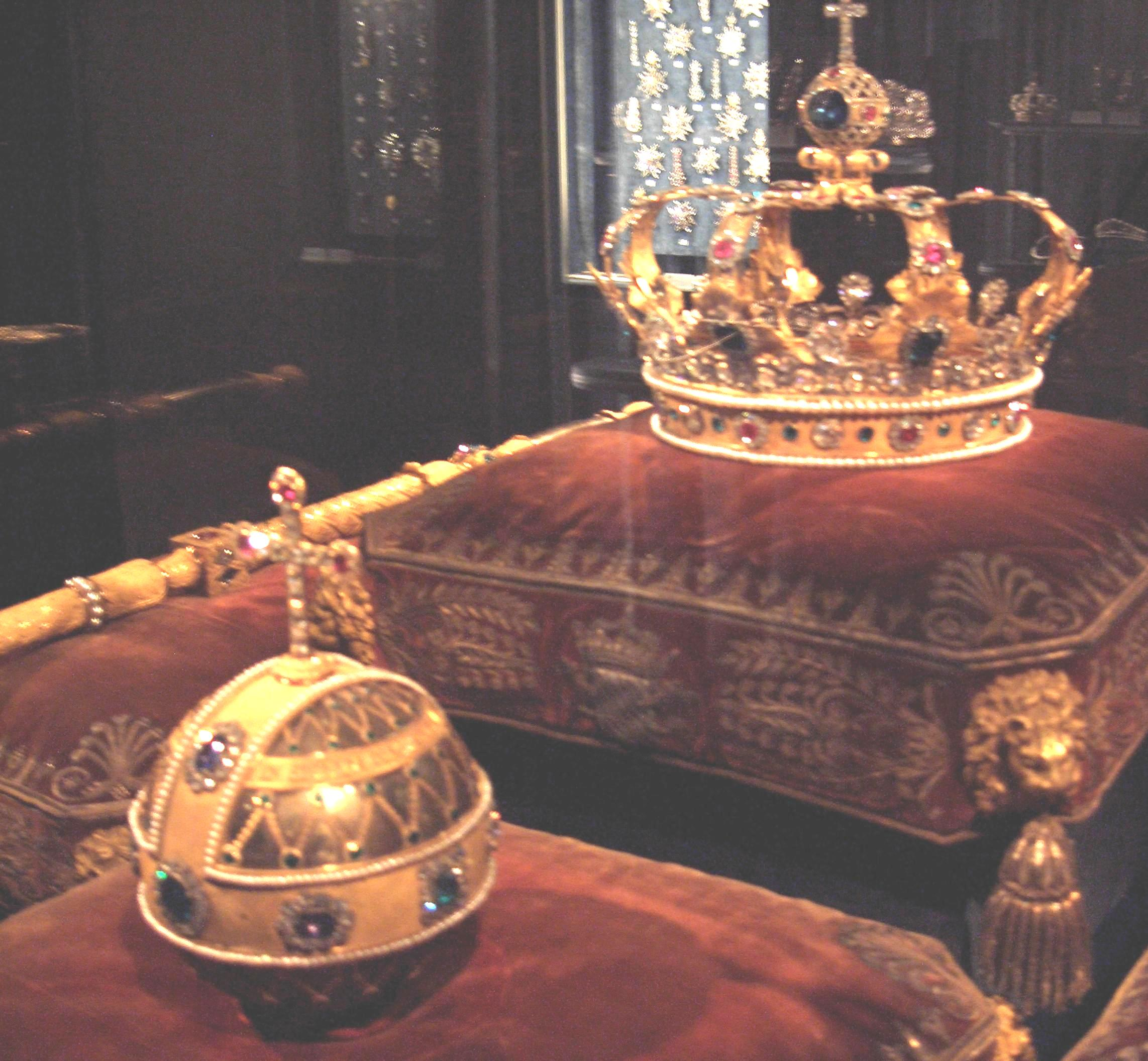
Bavorské insignie uložené v mnichovské rezidenci.

- Ludvík II., 1864-1886 (roku 1886 zbaven svéprávnosti)
  - princ regent Luitpold, 1886
- Ota I., 1886-1913 (nebyl kvůli duševní nemoci schopen vládnout)
  - princ regent Luitpold, 1886-1912
  - princ regent Ludvík (III.), 1912-1913
- Ludvík III., 1913-1918